# Karin Ingmarsdotter
Karin Ingmarsdotter (en suec Karin filla d'Ingmar) és una pel·lícula muda dramàtica sueca del 1920 dirigida per Victor Sjöström. És la segona part de l'adaptació de Sjöström de la novel·la Jerusalem de Selma Lagerlöf, seguint Ingmarssönerna de l'any anterior, i que representa els capítols tres i quatre de la novel·la. La recepció crítica va ser, però, poc entusiasta, i Sjöström va decidir no dirigir cap més part. Finalment, Gustaf Molander va acabar la suite el 1926.

## Argument
La Karin i l'Halvor es casen i han anat a Falun a comprar, però l'Halvor és enganyat per alguns bromistes que li fan beure molt. Per tant, no hi haurà casament i la Karin es casarà amb Eljas. Quan el pare de Karin mor, l'Elja es converteix en cap de la granja, comença a beure i la Karin comença a sentir-se incòmoda.
Després d'un accident, Eljas queda prostrat al llit i l'abús d'alcohol es torna més greus. Quan un dia és trobat mort i la Karin es queda vídua, els pretendents aviat s'alineen, un d'ells és Halvor. Karin l'agafa, però encara recorda l'incident a Falun i no sap què fer.

## Repartiment
- Victor Sjöström - Ingmar
- Tora Teje - Karin Ingmarsdotter
- Bertil Malmstedt - Lill-Ingmar
- Tor Weijden - Halfvor
- Nils Lundell - Eljas Elof Ersson
- Carl Browallius - Pare d'Eljas
- Josua Bengtsson - Amic d'Eljas
- Nils Ahrén - Berger Sven Persson
- Olof Ås - Inspector
- Eric Gustafson - Fill de l'hostaler
- Emil Fjellström - Stark-Ingmar
- Paul Hallström